# Košická královská akademie

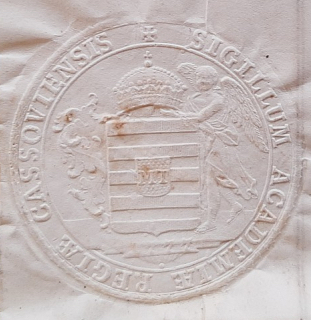
Pečeť Královské akademie v Košicích

Košická královská akademie (Academia regia Cassoviensis) byla vysoká škola, která vznikla na podkladě Ratio educationis z r. 1777 na půdě dosavadní Košické univerzity.